# ZK-93426
ZK-93426（化学名：“5-异丙氧基-4-甲基-β-咔啉-3-甲酸乙酯”）是一种含氮有机化合物，化学式C
18H
20N
2O
3，是β-咔啉类化合物，能作为Γ-氨基丁酸A型受体的反向激动剂。